# Monsenhor Paulo
Monsenhor Paulo là một đô thị thuộc bang Minas Gerais, Brasil. Đô thị này có diện tích 216,46 km², dân số năm 2007 là 12051 người, mật độ 55,67 người/km².